# Гемма Ньєрга
Гемма Ньєрга Барріс (народилася 1 листопада 1965 року) — іспанська журналістка, яка більшу частину своєї професійної кар'єри провела як радіо- та телеведуча. Серед інших програм, вона відома тим, що керувала та вела La Ventana з 1997 по 2012 рік та Hoy por hoy з 2012 по 2017 рік на радіо Cadena SER.

## Біографія
Гемма Ньєрга отримала ступінь ліценціата з журналістики в Автономному університеті Барселони, де вона вивчала фотожурналістику у Манель Арменголь. Вона увійшла в публічну сферу в 1984 році як ведуча кіно-програми на Radio Vilassar de Dalt, а також з’являлася на Calella Televisión у Марезме, Барселона. У 1985 році вона перейшла на Cadena 13 у Барселоні, після чого приєдналася до TV3 для ведення шоу Dit i fet з 1987 по 1989 рік.
У 1987 році вона приєдналася до Cadena SER's Ràdio Barcelona. Вона почала як репортерка на ранковій програмі, а згодом перейшла до вечірньої лінійки, створивши програму To Talk For The Sake Of Talking, яка виходила на SER станціях у Каталонії. У 1994 році вона транслювалася по всій Іспанії, а в 2003 році поширилася на Чилі та Колумбію. Вона також працювала на культурних, актуальних подіях і інтерв'ю шоу SER, найпомітніше на новинній програмі Hora 25.
У той же час вона продовжувала вести кілька програм на TV3, таких як Tres senyores i un senyor, Pares i fills та Tothom per tothom (усі прем'єри у 1993 році). У 1995 році вона представила програму El destino en sus manos на Televisión Española (TVE), а в 1997 році Hablando con Gemma, транслювалася на регіональних каналах Nou, Telemadrid, Euskal Telebista та Canal Sur.
Ньєрга виграла Премію Ондас за To Talk For The Sake Of Talking у 1997 році. Вона також є автором книги під тією ж назвою (іспанська Hablar por hablar; каталонська Parlar per parlar), в якій вона розповідає про свій досвід на шоу.
У 1997 році, після від'їзду Javier Sardà, вона очолила радіо-програму Cadena SER La ventana (Spanish radio program), яка була лідером рейтингів у своєму часовому інтервалі. З цією програмою вона виграла Міжнародну премію Ондас у 2000 році за дитячу tertulia.

Після вбивства її друга Ернеста Люча сепаратистською групою ETA 21 листопада 2000 року, вона стала об’єктом великої суперечки, коли зробила такі заяви на марші протесту проти вбивства:
Ернест намагався б поговорити з тим, хто його вбив. Ті з вас, хто має владу, будь ласка, говоріть.
У липні 2004 року Ньєрга вийшла заміж за Хосе Антоніо Кабанільяса, заступника мера Об'єднаних лівих у місті Кордова, де вона проживала. У вересні 2005 року народився їхній син Пау.
У 2005 році Обсерваторія проти домашнього та гендерного насильства нагородила її Премією за визнання за її роботу з викорінення домашнього та гендерного насильства у медіа. 24 жовтня 2007 року вона отримала премію за видатну кар'єру від Ондас за ведення La ventana протягом 10 років.
Після десятирічної перерви на телебаченні, 11 квітня 2008 року вона представила щотижневе ток-шоу Ya te vale на каналі TVE La 1, адаптація програми BBC What Kids Really Think, де діти інтерв'юють знаменитих гостей. Це була національна версія No em ratllis, яку Julia Otero представляла на TV3 у Каталонії. На TVE програма тривала два місяці з низькими рейтингами.
У липні 2008 року Ньєрга отримала Antena de Oro за керування та ведення La ventana. Того вересня вона повернулася до Барселони зі своїм чоловіком і сином, де вона продовжувала щоденно керувати та вести програму. Протягом перших місяців сезону 2009 року її замінила Марта Гонсалес Нова через народження її другої дитини, Арнау.
У квітні 2012 року вона озвучила документальний фільм LaSexta Baby Boom, іспанську версію програми Channel 4 One Born Every Minute. Починаючи з 3 вересня того ж року, вона разом із Pepa Bueno вела радіопрограму Cadena SER Hoy por hoy, де вона залишалася до липня 2017 року, коли SER повідомили її, що не продовжать її контракт.
У травні 2013 року вона отримала Quim Regàs Journalism Award за свою "багатогранну, довгу та плідну" кар'єру у цій галузі.
У листопаді 2017 року Ньєрга отримала Премію за нексексистську комунікацію за свою кар’єру від Association of Women Journalists of Catalonia. Того місяця 8TV оголосив, що підписав її для висвітлення каталонської виборчої кампанії перед виборами, призначеними на 21 грудня. У січні 2018 року вона приєдналася до Telecinco як письменниця для El programa de Ana Rosa. У березні 2018 року вона почала вести Mis padres на TV3.
21 вересня 2020 року вона почала вести Cafè d’idees, вироблену RTVE Catalunya і транслювану одночасно на La 2 та Ràdio 4.